# العلاقات البنمية الكونغوية
العلاقات البنمية الكونغولية هي العلاقات الثنائية التي تجمع بين بنما وجمهورية الكونغو.

## مقارنة بين البلدين
هذه مقارنة عامة ومرجعية للدولتين:
| وجه المقارنة                                              | بنما                      | [[تصنيف:صفحات تستخدم رمز علم غير موجود\|]] جمهورية الكونغو |
| --------------------------------------------------------- | ------------------------- | ---------------------------------------------------------- |
| المساحة (كم2)                                             | 74.18 ألف                 | 342.00 ألف                                                 |
| عدد السكان (نسمة)                                         | 4.10 مليون                | 5.26 مليون                                                 |
| الكثافة السكانية (ن./كم²)                                 | 55.27                     | 15.38                                                      |
| العاصمة                                                   | بنما                      | برازافيل                                                   |
| اللغة الرسمية                                             | اللغة الإسبانية           | لغة فرنسية                                                 |
| العملة                                                    | بالبوا بنمي، دولار أمريكي | فرنك وسط أفريقي                                            |
| الناتج المحلي الإجمالي (بليون دولار)                      | 61.84 مليار               | 8.72 مليار                                                 |
| الناتج المحلي الإجمالي (تعادل القوة الشرائية) بليون دولار | 87.37 مليار               | 29.48 مليار                                                |
| الناتج المحلي الإجمالي الاسمي للفرد دولار أمريكي          | 13.27 ألف                 | 1.85 ألف                                                   |
| الناتج المحلي الإجمالي للفرد دولار أمريكي                 | 20.89 ألف                 |                                                            |
| مؤشر التنمية البشرية                                      | 0.780                     | 0.591                                                      |
| رمز المكالمات الدولي                                      | +507                      | +242                                                       |
| رمز الإنترنت                                              | .pa                       | .cg                                                        |
| المنطقة الزمنية                                           | 00                        | ت ع م+01:00                                                |

## منظمات دولية مشتركة
يشترك البلدان في عضوية مجموعة من المنظمات الدولية، منها:
| علم المنظمة | اسم المنظمة                               | تاريخ انضمام بنما | تاريخ انضمام جمهورية الكونغو |
| ----------- | ----------------------------------------- | ----------------- | ---------------------------- |
|             | يونسكو                                    | 10 يناير 1950     | 24 أكتوبر 1960               |
|             | الفريق المعني برصد الأرض                  | ?                 | ?                            |
|             | مؤسسة التمويل الدولية                     | 20 يوليو 1956     | 1 أكتوبر 1980                |
|             | المركز الدولي لتسوية المنازعات الاستشارية | 8 مايو 1996       | 14 أكتوبر 1966               |
|             | منظمة حظر الأسلحة الكيميائية              | ?                 | ?                            |
|             | مؤسسة التنمية الدولية                     | 1 سبتمبر 1961     | 8 نوفمبر 1963                |
|             | منظمة التجارة العالمية                    | ?                 | ?                            |
|             | وكالة ضمان الاستثمار متعدد الأطراف        | 21 فبراير 1997    | 16 أكتوبر 1991               |
|             | منظمة الشرطة الجنائية الدولية             | ?                 | ?                            |
|             | الأمم المتحدة                             | 13 نوفمبر 1945    | 20 سبتمبر 1960               |
|             | البنك الدولي للإنشاء والتعمير             | 14 مارس 1946      | 10 يوليو 1963                |

## وصلات خارجية
- موقع وزارة الخارجية البنمية